# Alejandro Carmona
Alejandro Carmona Sánchez, detto Bimbo (Río Piedras, 14 giugno 1983), è un cestista portoricano.

## Palmarès
- Campionati portoricani: 1

Gigantes de Carolina: 2023